# Stenberget (Eslöv)
Stenberget et et bygningsværk i den svenske by Eslöv, Skåne län. Den er opført af sten som blev til overs, da Christian E. Nilsson, der nogle gange omtales som "Eslövskungen", opførte en villa, som stod klar omkring år 1900. Stenberget ligger på Villavägen i Eslöv. Stenberget blev bygget med Babelstårnet som forbillede, og Nilsson skulle angiveligt være blevet inspireret af Gustave Dorés illustration af babelstårnet i en bibel fra 1866.
Nogle scener i filmen Ingenjör Andrées luftfärd (1967) er filmet ved og på Stenberget.